# Muñoz (Philippines)
Muñoz, nommée officiellement Science City of Muñoz, est une ville de la province de Nueva Ecija, aux Philippines.

## Géographie

### Situation
La ville de Muñoz, composée de 37 barangays, est située sur l'île de Luçon, dans la province de Nueva Ecija, 147 km, à vol d'oiseau, au nord de la capitale des Philippines Manille.

### Démographie
En 2016, Muñoz comptait 88 360 habitants (542 hab./km2) dont 49,6 % de femmes.

### Topographie
Muñoz s'étend sur 163,05 km2, à l'extrémité méridionale de la cordillère Centrale, dans le Nord de la plaine centrale de Luçon qui s'étire de la baie de Manille jusqu'au golfe de Lingayen.

## Histoire
En 1886, Muñoz est un quartier de la municipalité de San Juan de Guimba. Son nom honore une personnalité politique de la province de Nueva Ecija : Don Francisco Muñoz. Le 10 janvier 1913, sur décision du gouvernement provincial, le bourg de Muñoz, municipalité de 4e classe, est officiellement fondé par un regroupement de plusieurs localités dont le quartier de Muñoz.
Vers la fin de la Seconde Guerre mondiale, le bourg de Muñoz constitue l'une des dernières places fortes de l'occupant japonais. L'offensive militaire américaine, menée pour libérer le pays du joug de l'Armée impériale japonaise, atteint Muñoz le 31 janvier 1945 au matin. La municipalité est libérée le 7 février. Les combats acharnés ont fait plus de 2 000 victimes, dont 1 935 soldats japonais, parmi les troupes armées combattantes, et ont entraîné sa destruction totale. La municipalité a été reconstruite progressivement durant la période d’après-guerre.
Le bourg de Muñoz est promu municipalité de 3e classe en 1993, puis de 2e classe trois ans plus tard. Les deux chambres du Congrès des Philippines, en octobre 2000, puis le président de la République Joseph Estrada, le mois suivant, approuvent un texte de loi accordant le statut de ville au bourg de Muñoz. Le 9 décembre 2000, un référendum local confirme massivement la proposition de loi. La Science City of Muñoz est proclamée le soir du 9 décembre.

## Cité de la science
En septembre 1993, le gouvernement national des Philippines déclare Muñoz « communauté scientifique », en raison de la présence sur son territoire de plusieurs centres de recherche, notamment l'Université d'État de Luçon (en), l'Institut philippin de recherche sur le riz, la direction des Pêches et des Ressources aquatiques, et le centre d'Aquaculture d'eau douce. La municipalité philippine acquiert son statut de ville fin 2000, et devient officillement la Science City of Muñoz,.